# Österstad
Österstad är en tätort i Motala kommun mitt på Östgötaslätten. Orten ligger ungefär en mil från Motala och Borensberg samt cirka 3,5 mil från Linköping.

## Historia
Orten har sin grund i byn Östersta. Förledet i ortnamnet (Østestadhom 1399, Østirstadom 1485) är det fornsvenska mansnamnet Øste. Samhället började växa när det byggdes en järnväg förbi på 1940-talet, men det tog inte riktigt fart förrän på 1960-talet. Därför består den stora majoriteten av bebyggelsen av tegelhus i 1960-talsstil. Järnvägen lades senare ned och ersattes med en väg. 

### Befolkningsutveckling
| Befolkningsutvecklingen i Österstad 1960–2020                     | Befolkningsutvecklingen i Österstad 1960–2020 | Befolkningsutvecklingen i Österstad 1960–2020 | Befolkningsutvecklingen i Österstad 1960–2020 | Befolkningsutvecklingen i Österstad 1960–2020 |
| ----------------------------------------------------------------- | --------------------------------------------- | --------------------------------------------- | --------------------------------------------- | --------------------------------------------- |
|                                                                   |                                               |                                               |                                               |                                               |
| År                                                                |                                               |                                               | Folkmängd                                     | Areal (ha)                                    |
| 1960                                                              | 1960                                          |                                               | 163                                           | ¤                                             |
| 1965                                                              | 1965                                          |                                               | 293                                           |                                               |
| 1970                                                              | 1970                                          |                                               | 311                                           | 30                                            |
| 1975                                                              | 1975                                          |                                               | 333                                           | 30                                            |
| 1980                                                              | 1980                                          |                                               | 311                                           | 40                                            |
| 1990                                                              | 1990                                          |                                               | 311                                           | 35                                            |
| 1995                                                              | 1995                                          |                                               | 334                                           | 36                                            |
| 2000                                                              | 2000                                          |                                               | 329                                           | 36                                            |
| 2005                                                              | 2005                                          |                                               | 334                                           | 36                                            |
| 2010                                                              | 2010                                          |                                               | 318                                           | 36                                            |
| 2015                                                              | 2015                                          |                                               | 324                                           | 43                                            |
| 2020                                                              | 2020                                          |                                               | 315                                           | 43                                            |
| Anm.: Ny tätort 1965 ¤ Som tätortsbebyggelse med 150-199 invånare |                                               |                                               |                                               |                                               |

## Samhället
I orten finns det en bensinmack, ett traktorserviceföretag, en förskola, en låg- och mellanstadieskola och en ungdomsgård.

## Kommunikationer
Det finns två busslinjer som trafikerar Österstad, 614 Motala-Borensberg och 620 Linköping-Motala.